# Аутсайдери (фільм, 2019)
«Аутса́йдери» (англ. Ford v. Ferrari, буквально «Форд про́ти Ферра́рі») — художній фільм Джеймса Менголда 2019 року в жанрі біографічної драми. Фільм заснований на книзі американського письменника і журналіста Е. Дж. Бейма «Женіть щосили: Форд, Феррарі та їхній бій за швидкість і славу на Ле-Мані» (англ. Go Like Hell: Ford, Ferrari, and Their Battle for Speed and Glory at Le Mans). Головні ролі у фільмі виконують Крістіан Бейл та Метт Деймон; ролі другого плану виконують Каітріона Белфі, Джон Бернтал і Ноа Джюп.
На 1 березня 2024 року фільм займав 210-ту позицію у списку 250 кращих фільмів за версією IMDb.

## Сюжет
Фільм розповідає справжню історію боротьби між командами Форда та Феррарі, яка розгорнулася на перегонах Ле-Мана в 1966 році.
Сюжет обертається навколо команди ексцентричних і рішучих американських інженерів та конструкторів на чолі з автомобільним провидцем Керроллом Шелбі і його британським водієм Кеном Майлзом, посланим Генрі Фордом II та Лі Якокка з метою створення з нуля абсолютно нового автомобіля, здатного допомогти, нарешті, перевершити команду Енцо Феррарі, яка вічно перемагає.

## У ролях
У фільмі знімалися:
- Крістіан Бейл — Кен Майлз, батько Пітера і чоловік Моллі
- Метт Деймон — Керролл Шелбі
- Каітріона Белфі — Моллі Майлз, мати Пітера і дружина Кена
- Трейсі Леттс — Генрі Форд II
- Ремо Джироне — Енцо Феррарі
- Джон Бернтал — Лі Якокка
- Джей Джей Філд — Рой Ланн
- Ноа Джуп — Пітер Майлз, син Кена і Моллі
- Джош Лукас — Лео Біб
- Джек Макмаллен — Чарлі Агапіу, один з головних британських механіків Майлза
- Джо Вільямсон — Дон Фрей
- Рей Мак-Кіннон — Філ Ремінгтон
- Рудольф Мартін — Дітер Восс
- Брайди Латона — Клаудія Кардінале
- Уорд Хортон — Бьорт
- Крістофер Дарго — Джон Голман
- Шон Керріган — Волт Хенсген
- Джуліан Міллер — Ерік Броудлі
- Еван Арнолд — Білл, представник Sports Car Club of America
- Еміл Бехешті — головний інженер з аеронавтики
- Дерін Купер — Сем
- Марк Кренік — механік з команди Шелбі
- Даллас Чендлер — гостя на перегонах
- Коррадо Інверніцці — Франко Гоцці
- Джан Франко Торді — охоронець Джанні Аньєллі
- Дейна Бренд — гостя на перегонах
- Шон Лоу — Гас Скассел
- Келсі Дероіан — глядачка
- Тім Біннінг — репортер
- Гвідо Кокомелло — Лудо Скарфіотті
- Пітер Арпеселла — бригадир «Феррарі»
- Майкл Ланахан — співробітник Brumos
- Деріл Рейно — продавець хот-догів

## Виробництво
Фільм заснований на суперництві між Фордом і Феррарі за панування на перегонах Ле-Мана був у розробці компанії 20th Century Studios. Спочатку головні ролі в ньому збиралися виконувати Том Круз і Бред Пітт, але проєкт розвалився після того, як Джез Баттеруорт і Джон-Генрі Баттеруорт написали чернетки сценарію. 5 лютого 2018 року було оголошено про те, що Джеймса Менголда запросили зайняти крісло режисера фільму. Пізніше Каітріона Белфі, Джон Бернтал і Ноа Джюп приєдналися до акторського складу на ролі другого плану. У липні 2018 року Джек Макмаллен пробувався на роль головного британського механіка Майлза, а Трейсі Леттс приєднався до акторського складу для того, щоб виконати роль Генрі Форда II; також до акторів фільму приєднався Джо Вілліамсон. У серпні 2018 року Джей Джей Філд проходив проби на роль автомобільного інженера Роя Ланна, керівника компанії Ford Advanced vehicles в Англії та правої руки Феррарі.

### Фільмування
Знімання фільму почалися 30 липня 2018 року в різних місцях: в Каліфорнії, Новому Орлеані, Атланті і Стейтсборо.

## Вихід
Компанія 20th Century Studios намітила випуск фільму у Сполучених Штатах на 28 червня 2019 року.